# La Virginia
La Virginia è un comune della Colombia facente parte del dipartimento di Risaralda.
L'abitato venne fondato da Francisco Jaramillo Ochoa, Pedro Martínez, Leandro Villa e Pioquinto Rojas nel 1905, mentre l'istituzione del comune è del 28 novembre 1959.